# Sapromyza tarsella
Sapromyza tarsella är en tvåvingeart som beskrevs av Zetterstedt 1847. Sapromyza tarsella ingår i släktet Sapromyza och familjen lövflugor.
Artens utbredningsområde är Sverige. Inga underarter finns listade i Catalogue of Life.